# Wolkenstein (Erzgebirge)
Wolkenstein is een gemeente in de Duitse deelstaat Saksen. De gemeente maakt deel uit van het Erzgebirgskreis.
Wolkenstein telde op de peildatum van de meest recente statistiek 3.886 inwoners.
Het stadje is wijd en zijd bekend om zijn historische kasteel, waar het naar genoemd is.  Een deel van dit gebouw huisvest het plaatselijke streekmuseum, en kan dus worden bezichtigd.

## Afbeeldingen

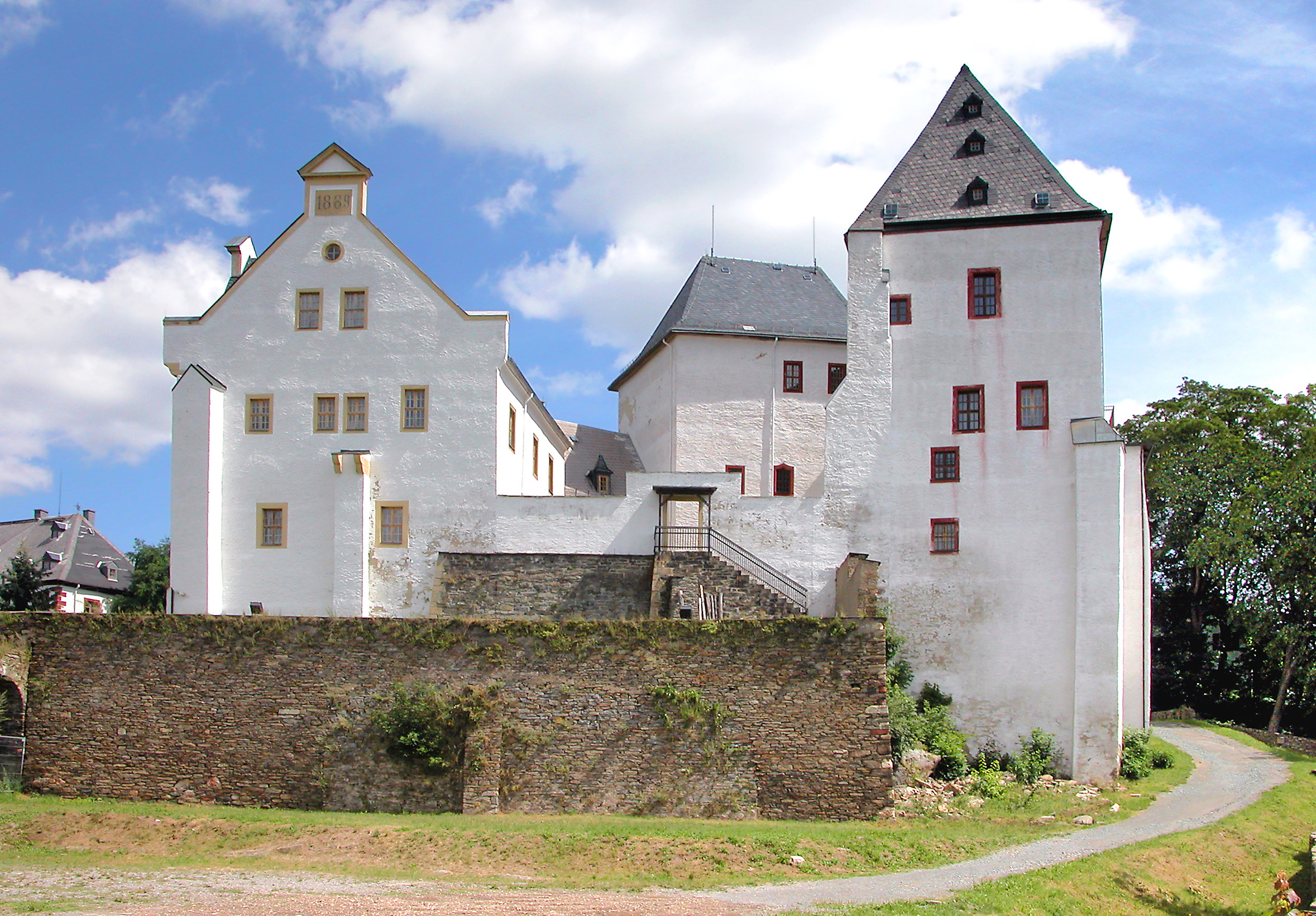
Kasteel Wolkenstein, vanuit de voorburcht gezien
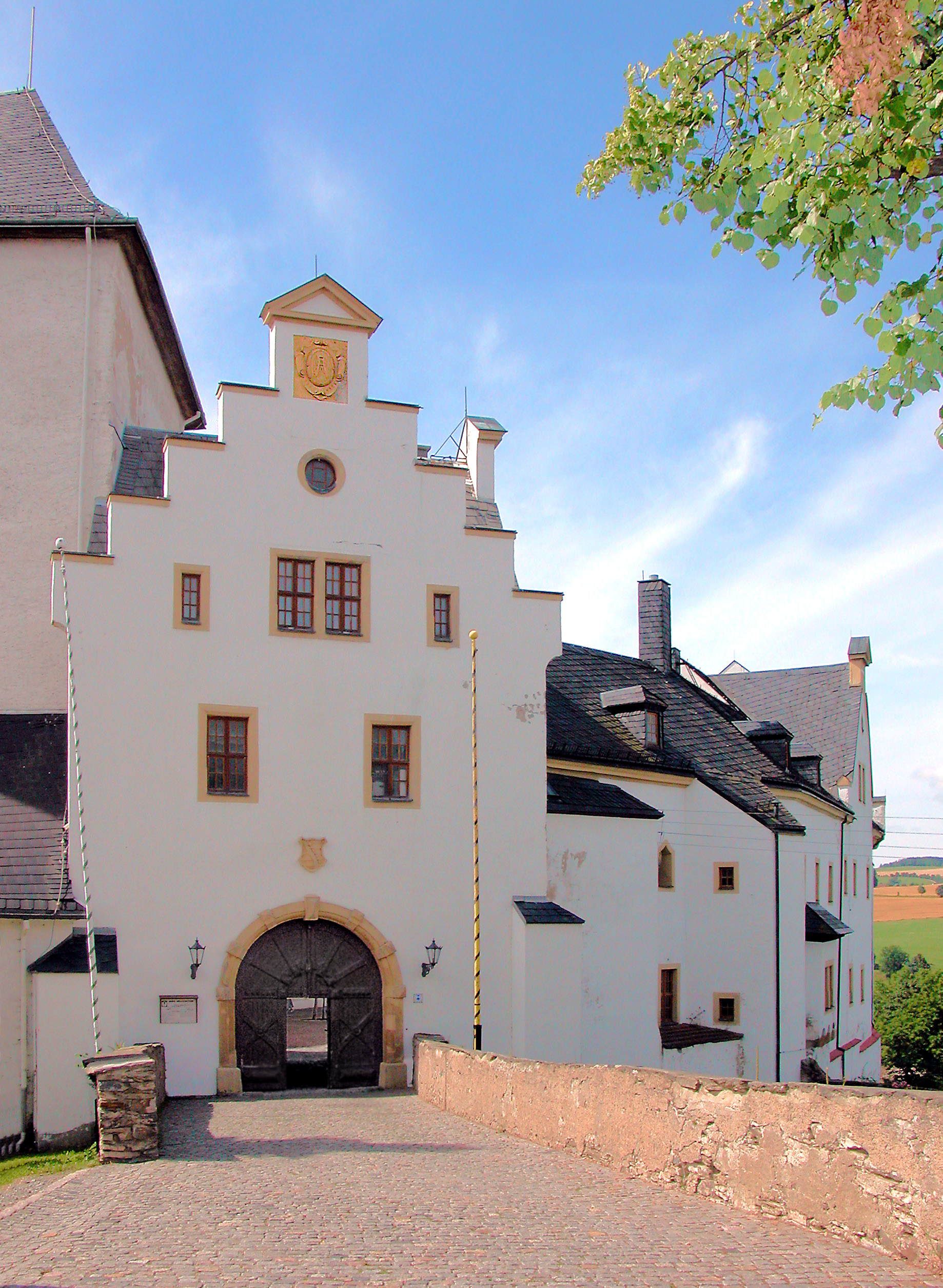
Poorthuis van kasteel Wolkenstein (2006)
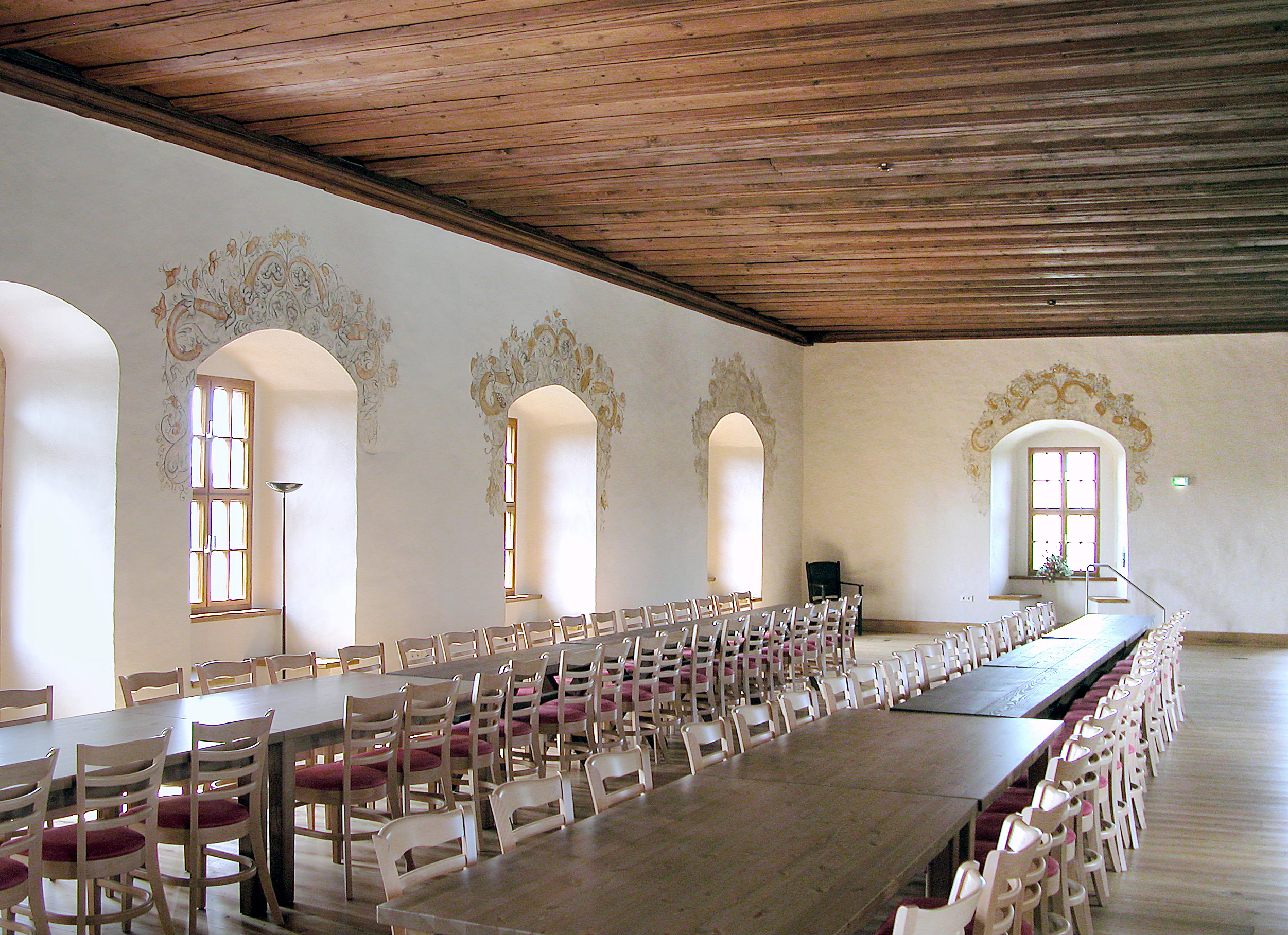
De vorstenzaal in het kasteel

Amtsberg · Annaberg-Buchholz · Aue-Bad Schlema · Auerbach · Bärenstein · Bockau · Börnichen/Erzgeb. · Breitenbrunn/Erzgeb. · Burkhardtsdorf · Crottendorf · Deutschneudorf · Drebach · Ehrenfriedersdorf · Eibenstock · Elterlein · Gelenau/Erzgeb. · Geyer · Gornau · Gornsdorf · Großolbersdorf · Großrückerswalde · Grünhain-Beierfeld · Grünhainichen · Heidersdorf · Hohndorf · Jahnsdorf/Erzgeb. · Johanngeorgenstadt · Jöhstadt · Königswalde · Lauter-Bernsbach · Lößnitz · Lugau · Marienberg · Mildenau · Neukirchen/Erzgeb. · Niederdorf · Niederwürschnitz · Oberwiesenthal · Oelsnitz/Erzgeb. · Olbernhau · Pfaffroda · Pockau-Lengefeld · Raschau-Markersbach · Scheibenberg · Schlettau · Schneeberg · Schönheide · Schwarzenberg · Sehmatal · Seiffen/Erzgeb. · Stollberg/Erzgeb. · Stützengrün · Tannenberg · Thalheim · Thermalbad Wiesenbad · Thum · Wolkenstein · Zschopau · Zschorlau · Zwönitz